# Ердене (Дорноговь)
Ердене — сомон у Східно-Гобійському аймаку Монголії. Територія 9,4 тис. км², населення 2,7 тис. чол. Центр — селище Улаан уул, розташоване на відстані 109 км від Сайншанду та 572 км від Улан-Батора.

## Рельєф
Гори Шивеентолгой (1239 м), Ердене, улаан уул, Дурвулжин, Цагаан хутул, Цагаан хад, піщані бархани Бурден. Долини Бор нуруу, Чулуут, Медзен, Бумбат, Олон овоо та ін. Мало річок та озер, в основному рівнинна місцевість.

## Клімат
Різкоконтинентальний клімат. Середня температура січня −17-19 градусів, липня +22-23 градуси. У середньому протягом року в горах випадає 100–140 мм опадів.

## Тваринний світ
Водяться аргалі, вовки, лисиці, дикі кози, козулі, зайці, корсаки, кулани.

## Соціальна сфера
Працює середня школа, лікарня, сфера обслуговування, майстерні.

## Транспорт
У селищі Замин Ууд прикордонний пункт, залізничний вокзал. Створюється вільна економічна зона.